# Guido Fanti
Guido Fanti (Bologna, 25 maggio 1925 – Bologna, 10 febbraio 2012) è stato un politico italiano; già sindaco di Bologna dal 2 aprile 1966 al 29 luglio 1970, è stato presidente della Regione Emilia-Romagna dal 23 luglio 1970 all'8 maggio 1976.

## Biografia
Guido Fanti inizia la sua attività politica nel Partito comunista italiano nel maggio 1945, delegato al V congresso nazionale del partito nel dicembre, come responsabile degli studenti universitari comunisti di Bologna. Nel 1950 è chiamato a dirigere la commissione culturale della federazione e successivamente è membro del comitato federale.
In seguito dirige la Commissione stampa e propaganda, dove svolge un'intensa attività di pubblicista. Entra quasi subito nella segreteria della Federazione del Partito comunista di Bologna quale responsabile della commissione cittadina. In seguito, diviene vice segretario della federazione e viene nominato relatore delle tesi di rinnovamento proposte alla Conferenza regionale emiliano-romagnola, nel giugno 1959. Nel dicembre dello stesso anno, il IX congresso provinciale lo elegge segretario della federazione provinciale e regionale. Nel 1960 entra nel comitato centrale del Partito comunista, dove viene riconfermato nei successivi due congressi, e nel 1965, all'XI congresso, è membro della direzione nazionale.

### Elezione a sindaco
Guido Fanti viene eletto sindaco di Bologna il 2 aprile 1966, quando Giuseppe Dozza si dimette per ragioni di salute, dopo aver portato la città semidistrutta dalla guerra alla ricostruzione, ed avviata la ripresa economica e sociale. Fanti prosegue lungo gli indirizzi di sviluppo delle politiche d'intervento così come fissate nel documento programmatico, "Valutazioni e orientamenti per un programma di sviluppo della città di Bologna e del comprensorio", approvato il 5 aprile 1963 dal consiglio comunale e confluito in seguito nel programma elettorale delle elezioni amministrative del 1964 e che ha rappresentato l'indirizzo guida dell'attività della giunta per la realizzazione di Bologna per il futuro, il "progetto 2000" per una crescita programmata per i trent'anni a venire.

### Anni sessanta
Gli anni sessanta bolognesi sono gli anni di opere e di decisioni determinanti per il presente ed il futuro della città, anni caratterizzati dalla presentazione delle linee programmatiche poliennali di sviluppo di Bologna. In particolare, l'approvazione della variante al Piano regolatore generale per il centro storico, che si qualifica come "il provvedimento urbanistico preminente sotto il profilo culturale, politico, sociale di questi anni di intensa e coerente attività urbanistica comunale".

### Piano di tutela
Il piano di tutela della città antica di Bologna e della conservazione del centro storico si pone come obiettivo politico quello della sua valorizzazione patrimoniale e turistica, elemento vitale e di attrazione ambientale. Nel 1968 sono elaborate le varianti relative ai comprensori della Lunetta Gamberini, San Donnino, Barca-Filanda, Beverara-Marco Polo, Pilastro, Cavedone e Fossolo due dove l'impegno dell'amministrazione si concentra sull'attuazione del Piano per l'edilizia economica e popolare. Uno degli interventi di maggiore rilevanza sociale, economica e urbanistica è la salvaguardia della collina, con il riconoscimento dell'immenso valore naturale e paesistico per tutta la collettività.
Si avvia il "secondo tempo" del decentramento per una migliore garanzia alla soluzione dei problemi della città attraverso la partecipazione di tutti i cittadini, in continuità con l'attuazione dei quartieri e la costruzione delle nuove istituzioni di coinvolgimento del territorio.
In occasione del congresso mondiale degli architetti e urbanisti cattolici tenuto a Bologna nel settembre 1967, su iniziativa del Cardinale Giacomo Lercaro, Guido Fanti incontra l'architetto giapponese Kenzo Tange che viene incaricato del progetto di costruzione di una nuova zona di espansione in direzione nord della città, il "Fiera District". Il Comune di Bologna e la Società finanziaria fiere si fanno carico delle spese della progettazione della variante generale al piano regolatore di tutta la città. Il "Piano Tange", approvato all'unanimità dal consiglio comunale, prevedeva, accanto alla città storica, che doveva mantenere tutte le caratteristiche del piano del centro storico, la creazione di una nuova città lungo la via Stalingrado.
Le quattro torri dovevano rappresentare il baricentro dell'insediamento universitario che trovava in questo modo una soluzione al problema degli studenti il cui numero era destinato a crescere, come di fatto si è verificato, in modo esponenziale. Il progetto è presentato il 27 febbraio 1970 in consiglio comunale alla presenza delle maggiori autorità cittadine e a numerosi invitati, ma con grande rammarico di Guido Fanti l'operazione non viene portata a termine in tutta la sua interezza.
Nel suo mandato di sindaco Guido Fanti si impegna sul tema della pace, in modo particolare nel 1967, anno in cui gli Stati Uniti decidono di bombardare non solo le truppe, ma di colpire con interventi indiscriminati l'intero territorio del Vietnam del Nord. Il primo gennaio 1968, in occasione della giornata della pace, il Comune si avvicina alla Chiesa con una mobilitazione e una presa di posizione comune sulla necessità di chiedere la fine dell'intervento militare americano. In quella occasione il cardinale Giacomo Lercaro porta in comune la lettera di papa Paolo VI che proclama la giornata della pace, proseguendo nello stretto rapporto instaurato con il sindaco fin dal conferimento della cittadinanza onoraria il 26 novembre 1966.

### Dimissioni dall'incarico di sindaco
Il 29 luglio 1970 Guido Fanti si dimette dall'incarico perché eletto primo presidente della Regione Emilia-Romagna. Accanto al problema della costruzione di una struttura organizzativa e funzionale, si dedica principalmente a riempire di contenuti l'attività della regione. Il tema di fondo ruota attorno al modo stesso di concepire il nuovo ente locale in sintonia con la costituzione: un organismo di poteri legislativi sottratti al centro per consentire una distribuzione più democratica dei diritti dei cittadini in relazione a province e comuni.
A lui si deve la visione del tutto innovativa di “regione europea,” sfociata nella proposta di "Lega del Po" (un coordinamento tra le regioni Lombardia, Piemonte, Liguria, Veneto ed Emilia-Romagna): nel novembre 1975 egli esponeva la sua proposta di creazione di un coordinamento tra tutte le regioni che si attestano sul Po per avere più potere contrattuale verso il governo centrale. Concepita come forma del decentramento istituzionale e superamento del centralismo burocratico, antica malattia italiana, la "Lega del Po" apparteneva al processo di unificazione politica dei paesi d'Europa. Guido Fanti fu il primo ad utilizzare politicamente il termine "Padania".

### Gli anni del Parlamento
Rinuncia poi al mandato regionale poiché è deputato al Parlamento italiano dal 1976 al 1983. Nel 1983 è senatore della IX legislatura fino al 1987. Dal 1979 al 1989 è membro del Parlamento europeo, di cui diviene vice presidente nel 1984.
Guido Fanti scompare nella notte tra il 10 e l'11 febbraio 2012.
Il suo archivio personale è oggi conservato alla Fondazione Gramsci Emilia-Romagna di Bologna.